# Peter Weir

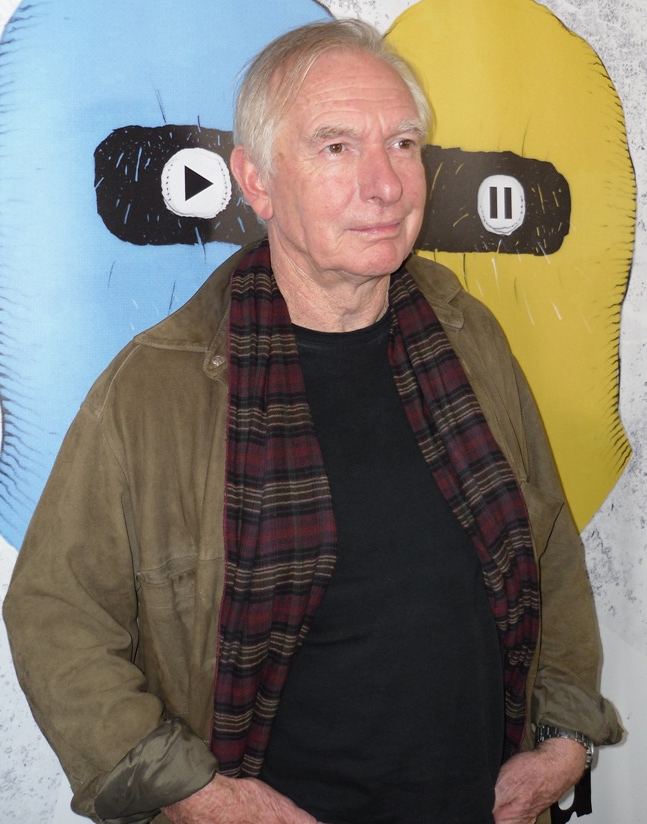
Peter Weir (2011)

Peter Lindsay Weir AM [wɪə] (* 21. August 1944 in Sydney, New South Wales) ist ein australischer Regisseur. Zu seinen bekanntesten Filmen zählen Picknick am Valentinstag, Der Club der toten Dichter, Die Truman Show und Master & Commander. Im Jahr 2022 wurde ihm der Ehrenoscar für sein Lebenswerk zuerkannt.

## Leben
Weir studierte Kunst und Jura an der Universität von Sydney. Schon mit seinen ersten Filmen Die Autos, die Paris auffraßen und Picknick am Valentinstag erlebte Weir in Australien seinen Durchbruch. In Gallipoli und Ein Jahr in der Hölle profilierte sich Mel Gibson als Charakterdarsteller, bevor er mit Actionfilmen Weltkarriere machte. In Die letzte Flut, einem Film über das Aufeinandertreffen von Eingeborenenkultur und Zivilisation, spielte Richard Chamberlain einen Rechtsanwalt, der in seinen Träumen von einer Aborigine-Prophezeiung heimgesucht wird. Weir wird neben George Miller oder Bruce Beresford oft als Teil der „Australian New Wave“ gesehen, einer Bewegung junger Regisseure in den 1970er- und 1980er-Jahren, die dem australischen Film erstmals internationale Bekanntheit verschafften.
Seine ersten beiden in den USA gedrehten Filme, Der einzige Zeuge (1985) und Mosquito Coast (1986), ermöglichten Harrison Ford die Entwicklung zum Charakterdarsteller. Weirs Ruf als Schauspielerregisseur gründet sich auch auf die nachfolgenden Filme Der Club der toten Dichter (1989), der Robin Williams als ernstzunehmenden Schauspieler etablierte, und Die Truman Show, für den Jim Carrey für seine Hauptrolle 1998 einen Golden Globe erhielt.
Dazwischen lagen 1990 die Komödie Green Card – Schein-Ehe mit Hindernissen, mit der Gérard Depardieu im amerikanischen Kino Fuß zu fassen versuchte, und Fearless – Jenseits der Angst, ein Film über die psychischen Folgen eines Flugzeugabsturzes, mit dem Weir zu spirituellen Themen wie zu Beginn seiner Karriere zurückkehrte.
Mit dem Film Master & Commander – Bis ans Ende der Welt drehte er seinen ersten Kostüm- und Actionfilm, auch diesen mit psychologischen Untertönen.
In seinem bisher letzten Film The Way Back – Der lange Weg (2010) wird die Flucht einer Gruppe von Kriegsgefangenen aus einem sibirischen Gefangenenlager während des Zweiten Weltkriegs erzählt.
Peter Weir traf seine spätere Ehefrau Wendy Stites auf einer Schiffspassage nach Europa. Zurück in Australien heiratete das Paar 1966. Die Tochter Ingrid Weir wurde 1973 geboren. Einen großen Erfolg feierte das Paar, als Wendy Stites die Kostüme für den Abenteuerfilm Master & Commander – Bis ans Ende der Welt, in den Hauptrollen Russell Crowe und Paul Bettany, lieferte. Für den Film ihres Mannes, der als Regisseur, Drehbuchautor und Produzent fungierte, erhielt sie eine Oscar-Nominierung in der Kategorie Bestes Kostümdesign. Auch bei dem Film The Way Back – Der lange Weg mit Jim Sturgess, Ed Harris und Colin Farrell im Jahr 2010 war sie mit ihrer Arbeit als Kostümbildnerin maßgeblich am Gelingen beteiligt. Nach 50 Jahren Ehe, im Jahr 2016, trennten sich Peter Weir und Wendy Stites, ohne sich jedoch scheiden zu lassen.
Im Juni 2022 wurde Weir für seine Verdienste als Filmemacher der Ehrenoscar der Academy of Motion Picture Arts and Sciences (AMPAS) zuerkannt. Die Auszeichnung wurde ihm am 19. November 2022 in Los Angeles feierlich überreicht.

## Filmografie
- 1971: Homesdale
- 1974: Die Autos, die Paris auffraßen (The Cars That Ate Paris)
- 1975: Picknick am Valentinstag (Picnic at Hanging Rock)
- 1977: Die letzte Flut (The Last Wave)
- 1979: Wenn der Klempner kommt (The Plumber)
- 1981: Gallipoli
- 1982: Ein Jahr in der Hölle (The Year of Living Dangerously)
- 1985: Der einzige Zeuge (Witness)
- 1986: Mosquito Coast
- 1989: Der Club der toten Dichter (Dead Poets Society)
- 1990: Green Card – Schein-Ehe mit Hindernissen (Green Card)
- 1993: Fearless – Jenseits der Angst (Fearless)
- 1998: Die Truman Show (The Truman Show)
- 2003: Master and Commander – Bis ans Ende der Welt (Master and Commander: The Far Side of the World)
- 2010: The Way Back – Der lange Weg (The Way Back)

## Nominierungen und Auszeichnungen
Für seine sieben amerikanischen Filme erhielt Peter Weir sechs Oscar-Nominierungen.
- 1985: Beste Regie (Der einzige Zeuge)
- 1990: Beste Regie (Der Club der toten Dichter)
- 1991: Original-Drehbuch (Green Card – Schein-Ehe mit Hindernissen)
- 1998: Beste Regie (Die Truman Show)
- 2003: Beste Regie & Bester Film (Master & Commander – Bis ans Ende der Welt)

Auszeichnungen
- 1992: Member des Order of Australia[5]
- BAFTA Award 1999: Beste Regie (Die Truman Show)
- BAFTA Award 2004: Beste Regie (Master & Commander – Bis ans Ende der Welt)
- 2022: Ehrenoscar für sein Lebenswerk
- 2024: Internationale Filmfestspiele von Venedig 2024: Goldener Löwe als Ehrenpreis für ein Lebenswerk[6]